# Kleinspecht
Der Kleinspecht (Dryobates minor, Syn.: Dendrocopos minor) ist eine Vogelart aus der Gattung Dryobates. Diese gehören zur Unterfamilie der Echten Spechte in der Familie der Spechte (Picidae). Die Art zählt mit einer Körperlänge von rund 15 cm zu den kleinsten Echten Spechten. Sie ist in 11 Unterarten über die gesamte westliche und nördliche Paläarktis bis an die asiatische Pazifikküste verbreitet. In Mitteleuropa ist der Kleinspecht ein verbreiteter, aber nicht häufiger Brutvogel. Wie viele kleine Spechte sucht der Kleinspecht seine Nahrung vor allem im äußeren Astbereich der Baumkronen und ist daher nur schwer festzustellen. Von einigen Autoren wird er gemeinsam mit drei in Nordamerika vorkommenden Kleinspechten der Gattung Dryobates zugerechnet.

## Aussehen

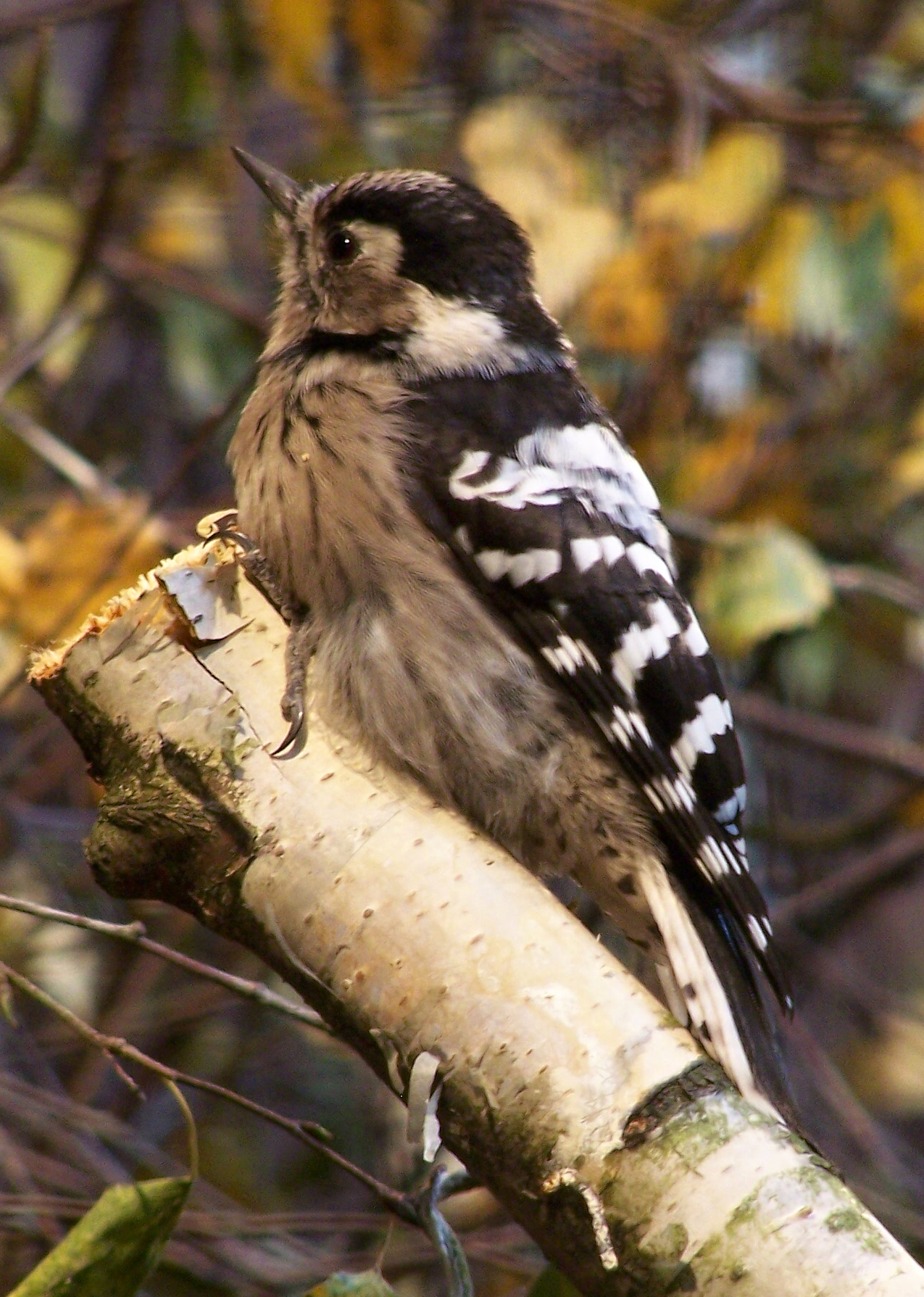
Adultes Weibchen

Der Kleinspecht ist ein typischer Vertreter der Buntspechte mit schwarz-weiß kontrastierendem Gefieder, trotzdem ist er in der West- und Zentralpaläarktis auf Grund seiner Kleinheit unverwechselbar. Obwohl nur etwa gimpelgroß, wirkt der kompakte, kurzhalsige und kurzschwänzige, rundliche Vogel wuchtiger und größer. Der Kleinspecht ist der einzige europäische und westasiatische Buntspecht, der keine Rot- oder Rosazeichnung in der Steißgegend und an den Unterschwanzdecken aufweist. Auch die sonst bei allen Buntspechten, außer dem Weißrückenspecht, auffälligen weißen Schulterflecken fehlen beim Kleinspecht. In der Rückenansicht erinnert er an den Weißrückenspecht, von dem er sich aber ebenfalls durch seine Kleinheit deutlich unterscheidet.
Männchen der in Mitteleuropa heimischen Unterart D. m. hortorum tragen eine ziegelrote, schwarz gerandete Kappe. Das weiße, zuweilen leicht cremegelbe Gesicht ist von einem deutlichen schwarzen Zügel, einem Bartstreif und einem Wangenstreif gesäumt; letzterer verbindet sich aber nicht mit dem schwarzen Nackenband. Die Stirn ist weiß, der für die Körpergröße des Spechtes mit bis zu 18 Millimetern recht lange Schnabel ist schiefergrau. Die Schultern sind schwarz, der Rücken ist weiß und weist eine leiterartige, schwarze Bänderung auf. Die Verteilung der Weiß- und Schwarzanteile des Rückens stellt eines der wichtigsten Unterscheidungsmerkmale zwischen den Unterarten dar. Die Oberseite der Hand- und Armschwingen ist auf schwarzem Grund deutlich weiß gebändert. Der zusammengelegte Schwanz ist auf der Oberseite schwarz, auf der Unterseite weiß, mit schwarzer Bänderung. Die beiden äußersten Steuerfedern sind weiß und tragen deutliche schwarze Abzeichen. Die Unterseite dieser Unterart ist sehr hell, fast weiß; nur die Brust zeigt einen leicht gelblichen Farbton. Die Flanken sind deutlich schwarz längsgestrichelt.
Die Geschlechter unterscheiden sich im Gewicht nicht, in der Farbzeichnung nur durch die Färbung des Scheitels, der beim Weibchen bis auf eine cremeweiße, individuell sehr unterschiedlich große Stirnpartie einheitlich schwarz ist. Diese isabellfarbene Zeichnung über dem Schnabelansatz reicht beim Weibchen bis zum Vorderscheitel, bei der Nominatform und der in Mitteleuropa verbreiteten Rasse D. m. hortorum bis zur Mitte des Oberschädels. Das Jugendgefieder ähnelt dem Weibchengefieder, ist aber blasser.

### Maße und Körpermasse
Die Länge des Kleinspechtes variiert zwischen den Unterarten: Die Unterart D. m. kamtschatkensis ist mit bis zu 16 Zentimetern die größte, D. m. quadrifasciatus mit knapp 14 Zentimetern die kleinste. Die Spannweite liegt zwischen 24 und 28 Zentimetern. Das Gewicht beider Geschlechter schwankt zwischen 20 und 25 Gramm.

### Alter
Der älteste Ringvogel in Mitteleuropa war ein mind. 10-jähriges Weibchen in Schweden. Zudem wurde in der Schweiz ein 7 Jahre und 3 Monate altes Exemplar gefunden. Ein im Geburtsjahr beringter Vogel wurde nach etwa sechs Jahren 60 Kilometer von Beringungsort entfernt wiedergefunden.

### Verwechslungsmöglichkeiten

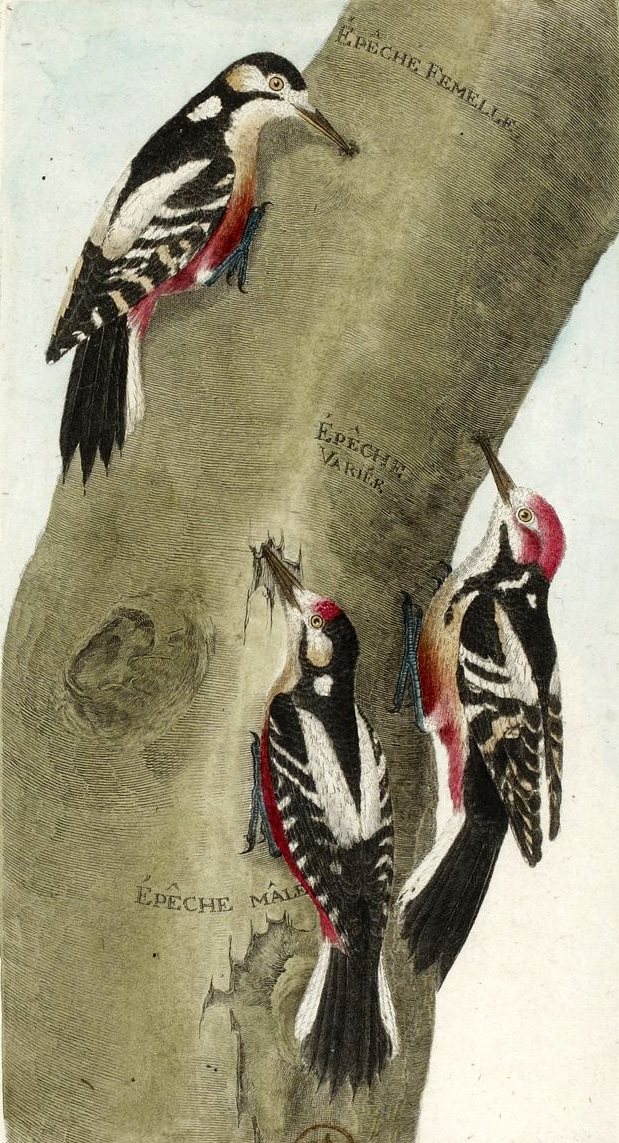
Unterschiede und Ähnlichkeiten zwischen Kleinspecht, Mittelspecht und Buntspecht wurde bereits 1790 von Vogelkundlern thematisiert (Illustration: François-Nicolas Martinet)

In Europa, West-, Südwest- und in Zentralasien bestehen keine Verwechslungsmöglichkeiten. Lediglich im äußersten Ostasien überlappt das Verbreitungsgebiet des Kleinspechtes mit zwei ähnlich großen Buntspechten, dem Kizukispecht (Dendrocopos kizuki) und dem Grauscheitelspecht (Dendrocopos canicapillus). Der erstere hat bei sonst ähnlichem Aussehen deutlich braune Ohrdecken und eine braune Brust, letzterer unterscheidet sich durch einen deutlich grauen Scheitel und braune Gesichtszeichnungen vom Kleinspecht.

### Stimme
Beide Geschlechter des Kleinspechtes sind fast während des gesamten Jahres sehr ruffreudig. Der Höhepunkt der gesanglichen Aktivität liegt jedoch im Spätwinter und im zeitigen Frühjahr. Da der Specht sich häufig in den Baumkronen aufhält und einige seiner Lautäußerungen eher leise sind, kann er leicht überhört werden. Hauptruf beider Geschlechter, vor allem aber des Männchens, ist ein gereihtes, helles, auf einer Tonhöhe bleibendes Kikikiki, das aus mindestens 8, meist aber mehr (bis zu 20) Einzelelementen besteht. Es erinnert entfernt an die Rufreihe des Turmfalken, ist aber etwas leiser, höher und die Einzelelemente folgen schneller aufeinander. Häufig und das ganze Jahr über ist ein buntspechttypisches Kixen vernehmbar; es ist heller und leiser als das anderer Buntspechte. In Aggressions- und sonstigen Erregungssituationen kann es zum Schelten gereiht werden. Der typische Kontaktruf, der allerdings nur aus unmittelbarer Nähe wahrgenommen werden kann, ist ein einfaches, kurzes Chack oder Tjak.
Beide Geschlechter des Kleinspechtes trommeln. Dieser Instrumentallaut dient vor allem im Spätwinter und im zeitigen Frühjahr der Revierabgrenzung. Meist dienen dürre Äste als Resonanzkörper, gelegentlich aber auch Metallabdeckungen von Telegraphenmasten oder Fernsehantennen. Die leisen, hohen, sehr schnellen und gleichmäßigen Trommelwirbel bestehen aus bis zu 30 Schlägen und dauern fast 2 Sekunden. Bis zu 15 Wirbel können in einer Minute erfolgen. Das Trommeln der Weibchen ist etwas langsamer und kürzer; die Abstände zwischen den Wirbeln sind größer.

## Verbreitung

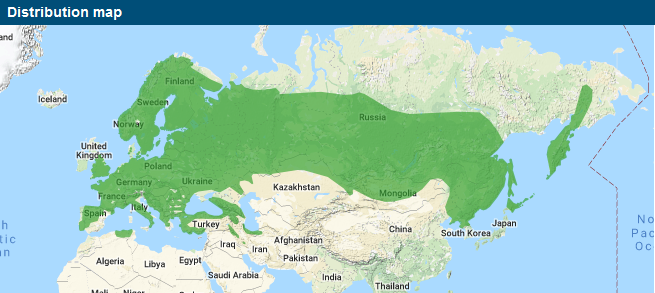
grün: Brutgebiet des Kleinspechtes

Das große Verbreitungsgebiet des Kleinspechts reicht von Nordafrika, wo die Art in einem kleinen Restvorkommen in Ostalgerien und Tunesien vertreten ist, über Spanien, Portugal und Frankreich, ganz Mitteleuropa und den größten Teil Nordeuropas quer durch Russland bis Kamtschatka, Sachalin, Hokkaidō, die Mandschurei und Nordkorea. Im Nordwesten erreicht die Art England und Wales, brütet aber nicht in Schottland und Irland. Im Süden und Südosten sind weite Teile Italiens, Ungarn und der Balkan, die Küstengebirge der Türkei, das Kaukasusgebiet und Transkaukasien sowie der Nordiran und Teile des Zagros-Gebirges besiedelt. Bis auf ein kleines Vorkommen im Süden Sardiniens kommt die Art auf keiner Mittelmeerinsel vor. Dänemark ist erst seit den frühen 1960er Jahren Brutgebiet; es wird kontinuierlich von Norden mit Vögeln der Nominatform und vom Süden mit Spechten der Unterart D. m. hortorum besiedelt. Im Winter befinden sich in Dänemark wichtige Winterquartiere nordeuropäischer Vögel.
Die Nordgrenze folgt weitgehend der Waldgrenze und fällt von etwa 70 Grad Nord in Norwegen nach Osten stetig bis auf 60 Grad Nord ab. Die Südgrenze wird von den Steppen und Wüstengebieten Zentral- und Ostasiens gebildet.
Die dichteste Verbreitung liegt in der planaren und collinen Stufe. Bedeutend seltener brüten Kleinspechte in Mitteleuropa in höhergelegenen Gebieten. Der höchstgelegene Brutplatz in Mitteleuropa wurde in Österreich auf 1.440 Metern im Toten Gebirge in der Steiermark festgestellt. Am Olymp sind Brutplätze aus über 1.600 Metern Höhe bekannt. Regelmäßig bis an 2.000 Metern Höhe und darüber brüten Kleinspechte im Kaukasus und im Nordiran.

### Wanderungen
Der Kleinspecht ist abhängig von seinem Vorkommen Standvogel, Strichvogel oder Zugvogel. Nordische Populationen ziehen regelmäßig nach Süden; so überwintern viele schwedische und norwegische Kleinspechte auf Jütland und in Norddeutschland. Gelegentlich kommt es, meist parallel zu Buntspechtinvasionen, zu starken Einflügen nordischer Kleinspechte nach Mitteleuropa; die letzte große Invasion fand im Winter 1962/1963 statt, als einige Kleinspechte der Nominatform auch am Randecker Maar festgestellt wurden. In Mitteleuropa sind die Vögel der Unterart D. m. hortorum weitgehend Standvögel. Das Jugenddispersal ist wenig erforscht, Ansiedlungen in Distanzen von mehr als 20 Kilometern vom Geburtsort scheinen jedoch häufig vorzukommen.

## Lebensraum
Der Kleinspecht stellt relativ hohe Ansprüche an seinen Lebensraum. Er bevorzugt Waldgebiete und Gehölze mit einem guten Bestand an alten, grobborkigen Laubbäumen. Weichholzarten wie Pappeln, Weiden und Erlen sind wichtig, ebenso ein hoher Anteil an stehendem Totholz und Bäumen in ihrer Zerfallsphase. Weiterhin sind einige hohe, isoliert stehende Laubbäume wichtige Requisiten eines guten Kleinspechthabitats. Solche Biotope findet die Art am ehesten in Auwaldgebieten, in Erlenbrüchen oder feuchten Eichen-Hainbuchenwäldern, in forstwirtschaftlich vernachlässigten Waldgebieten oder in der collinen und montanen Stufe in sonnenexponierten laubholzreichen Hanglagen mit hohem Totholzanteil. Im Norden und in der östlichen borealen Zone bewohnt er lockere Birken- und Erlengehölze, im Süden vor allem lichte Eichenwälder. Bis auf wenige Ausnahmen, vor allem in Griechenland, meidet die Art geschlossene reine Nadelwälder, kann sich aber in Nadelwäldern mit einem hohen Laubholzanteil halten. Auch reine Buchenwälder werden nur gelegentlich als Bruthabitat gewählt. Als Sekundärhabitate besiedelt der Kleinspecht Parks, Streuobstwiesen, Friedhöfe, manchmal selbst größere Gärten, wenn die vorhandenen Nahrungsressourcen ausreichen und Möglichkeiten zum Höhlenbau bestehen.
Die Siedlungsdichten sind sehr unterschiedlich: In Optimalhabitaten kann der Kleinspecht Siedlungsdichten wie der Buntspecht erreichen, also bis zu 2 Brutpaare auf 10 Hektar, doch solche Werte sind absolute Sonderfälle. Im Allgemeinen ist der Raumbedarf bedeutend größer. Die durchschnittliche Reviergröße liegt zwischen 50 und 100 Hektar; diese Nahrungsreviere werden jedoch während der Brutzeit auf einen intensiv genutzten Kernbereich eingeengt.

## Systematik
Die systematische Stellung der Art ist zurzeit etwas unübersichtlich. Von den meisten Autoren wird der Kleinspecht gemeinsam mit anderen Buntspechten in der recht umfangreichen Gattung Dendrocopos vereinigt, in der kleine bis mittelgroße Baumspechte von überwiegend schwarz-weißem Federkleid zusammengefasst sind. Die 20 Vertreter der Gattung Dendrocopos kommen in Eurasien sowie in Nordafrika vor. Bis vor wenigen Jahren war Dendrocopos mit verwandten, vor allem nearktischen Arten in der Gattung Picoides vereint. Andere Autoren fassen noch immer alle holarktischen Buntspechte unter dem Gattungsnamen Picoides zusammen. Neuere DNA-Untersuchungen ergaben eine nahe Verwandtschaft des Kleinspechtes mit Dryobates cathpharius und dem Dunenspecht (Picoides pubescens) sowie zwei weiteren kleinen nearktischen Arten, P. nuttallii (Nuttallspecht) und P. scalaris (Texasspecht). Es wird für möglich erachtet, dass Vorfahren des Kleinspechtes von der Nearktis kommend die Paläarktis besiedelten, demnach wäre der Kleinspecht einer der wenigen alten Rücksiedler unter den Vogelarten. Diese Verwandtschaftsverhältnisse berücksichtigt die deutsche wissenschaftliche Namensgebung, die den Kleinspecht in die Gattung Dryobates stellt, ein Gattungsname, der früher für die oben erwähnten kleinen amerikanischen Verwandten gebräuchlich war.
Es wurden über 20 Unterarten beschrieben, von denen zurzeit elf anerkannt sind. In den Kontaktzonen vermischen sich die meisten Unterarten und bringen intermediär gefärbte Nachkommen hervor. Es werden zwei Gruppen unterschieden: die nördliche Gruppe mit drei Unterarten und die südliche Gruppe mit acht Unterarten. Insgesamt sind die Unterschiede geringfügig und fließend.
- D. m. minor: Die Nominatform kommt im nördlichen Kontinentaleuropa bis zum Ural vor. Die Unterseite dieser großen Unterart ist sehr hell, fast weiß; die schwarzen Abzeichen des weißen Rückens sind sehr reduziert.

- D. m. kamtschatkensis (Malherbe 1861): Die nördlichste und der Bergmannschen Regel folgend die größte und hellste Unterart. Die Unterseite ist reinweiß, die Flankenstrichelung fehlt fast völlig. Auch der Rücken ist weiß, ohne jegliche Schwarzzeichnung. Sie kommt vom Ural bis ins südliche Anadyr-Gebiet und auf Kamtschatka vor.

- D. m. amurensis (Buturlin 1908): Diese ebenfalls große Unterart ist auf der Unterseite grauweiß. Im Übrigen ähnelt sie sehr der Nominatform. Sie kommt im Amur- und Ussurigebiet, in der nordöstlichen Mandschurei, in Nordostkorea, auf Sachalin und auf Hokkaido vor.

- D. m. hortorum (C. L. Brehm 1831): Diese Unterart ist von Frankreich über Mitteleuropa bis nach Polen, südwärts in der Schweiz und in Ungarn verbreitet. Sie vermittelt zwischen den nördlichen und den südlichen Unterarten. Sie ist etwas kleiner als die Nominatform, der Rücken ist ansatzweise dunkelgrau gebändert, die Unterseite ist grau behaucht, die Brust zeigt einen leicht gelblichen Farbton.

- D. m. buturlini (Hartert 1912): Diese am Mittelmeer verbreitete Unterart, deren nördlichste Vorkommen in der Südschweiz liegen, findet man lückenhaft in Spanien, sowie in Südfrankreich, auf dem Balkan und in Griechenland. Sie unterscheidet sich von D. m. hortorum durch die wesentlich dunklere und an den Flanken stärker längsgestreifte Unterseite.

- D. m. ledouci (Malherbe 1855): Diese kleine Unterart kommt nur in einigen Verbreitungsinseln im Maghreb vor. Sie ist sehr umstritten, da vor allem die spanischen buturlini nicht von ihr zu unterscheiden sind. In der Regel zeigen sie einen einheitlich schwarzen Schnabel und eine leicht hellbraune Brust.

- D. m. comminutus (Hartert 1912): Kommt ausschließlich in England und in Wales vor. Sie ist dort neben dem Grünspecht und dem Buntspecht die einzige Spechtart. Auch diese Unterart ist buturlini sehr ähnlich, aber durchschnittlich etwas kleiner; die Flankenstreifung ist undeutlicher als bei buturlini.

- D. m. danfordi (Hargitt 1883): Auch diese kleine Unterart des östlichen Griechenlands und der Türkei ist buturlini sehr ähnlich. Im Normalfall ist die Zeichnung der Unterseite noch etwas dunkler, fast hellbraun. Bei typischen Exemplaren reicht der Wangenstreifen bis zum schwarzen Nackenband, sodass die cremefarbenen Ohrdecken fast völlig schwarz gerahmt sind.

- D. m. colchicus (Buturlin 1908): Diese im Kaukasus und Transkaukasus vorkommende Unterart ist etwas größer als die vorhergehende, unterscheidet sich sonst aber kaum von ihr.

- D. m. quadrifasciatus (Radde 1884): Diese Unterart kommt nur im südöstlichen Aserbaidschan am Kaspischen Meer vor. Sie ist die kleinste Unterart und weist mit 12 Millimeter den kürzesten Schnabel auf. Sie wirkt auf der Oberseite ziemlich dunkel, auch die Unterseite ist dunkler als bei buturlini, die Flanken sind noch deutlicher gestreift. Die äußeren Steuerfedern sind deutlich und großflächig schwarz gebändert.

- D. m. morgani (Zarudny & Loudon 1904): Diese Unterart bewohnt den Nordwestiran und isoliert nördliche Teile des Zāgros-Gebirges. Sie unterscheidet sich von allen anderen Unterarten durch den langen, sehr dünnen Schnabel und die braune Kehle bei sonst weißer Brust und Bauchseite. Das schwarze Wangenband berührt immer die Nackenregion. Die rote Federpartie des Männchens ist auf den Vorderkopf beschränkt.[24]

## Nahrung

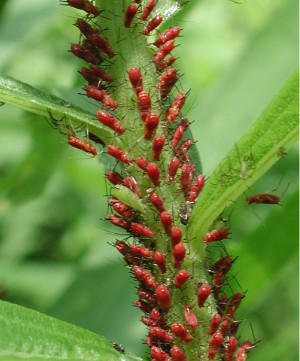
Blattläuse sind eine wichtige Nahrung des Kleinspechtes

Die Nahrung des Kleinspechtes besteht fast während des gesamten Jahres aus kleinen baumbewohnenden Insekten. Im späten Frühjahr und Sommer können verschiedene Arten der Blattläuse zur Hauptnahrung werden, daneben werden kleine Schmetterlingsraupen, Käfer und Käferlarven, Nachtfalter und deren Larven sowie in geringerem Maße auch Schnecken, zum Beispiel Schüsselschnecken, verzehrt. Auch für die Jungenaufzucht sind Blattläuse die wichtigsten Beutetiere. Baumbewohnende Ameisen, insbesondere die Glänzendschwarze Holzameise oder die Fremde Wegameise, spielen in den nördlichen Populationen nur eine geringe Rolle, können aber für einige südliche Unterarten einen wichtigen Nahrungsbestandteil bilden. Große Rossameisen und ihre Entwicklungsstadien werden nur dann gefressen, wenn deren Nester zuvor von einer anderen Spechtart geöffnet wurden. Gelegentlich werden auch Gallen, vornehmlich die der Gemeinen Eichengallwespe und der Gemeinen Rosengallwespe, aufgehackt und die Larven gefressen. Im Spätherbst und Winter besteht die Hauptnahrung aus Käfern, vornehmlich Bockkäfern, Rüsselkäfern und Borkenkäfern, die unter der Rinde oder auf Blättern überwintern. Auch holzbewohnende Larven werden im Winter verzehrt. Dabei stehen solche Arten im Vordergrund, die zuerst unter der Rinde leben und sich erst später einbohren, wie die des Blauen Scheibenbocks.
Pflanzliche Nahrung spielt nur eine untergeordnete Rolle. Im Frühjahr werden Baumsäfte, die aus Ringelstellen anderer Spechte oder aus Rindenverletzungen austreten, ausgebeutet. Gelegentlich wurden Kleinspechte bei der Aufnahme verschiedener Beeren oder beim Picken an reifen Früchten beobachtet. Koniferensamen scheinen nur bei den nördlichen Unterarten eine gewisse Rolle zu spielen. Im Winter erscheinen Kleinspechte vereinzelt an Futterhäuschen, wo sie insbesondere das Fett von Meisenkugeln und Sonnenblumensamen verzehren.

### Nahrungserwerb
Der Kleinspecht sucht seine Nahrung vor allem im Kronenbereich, sehr häufig auf dünnen, äußeren Ästen. An Stammabschnitten ist er seltener zu sehen, auf dem Boden fast nie. Die Nahrung wird vor allem durch schnelles, rastlos wirkendes Absuchen von Zweigen und Blättern, sowie durch Stochern in grobborkiger Rinde gewonnen. Während des Stocherns hackt der Kleinspecht immer wieder kleine Stellen auf, gelangt dadurch aber nur in äußere Rindenbereiche. Die Hackaktivitäten werden während der Wintermonate intensiver, wenn die Kleinspechtnahrung vor allem aus holzbewohnenden Käferlarven und unter der Rinde überwinternden Käfern besteht. Sehr häufig hängt der Specht kopfunter an einem dünnen Zweig, um Blätter auf der Unterseite absuchen zu können. Seine Bewegungen sind kleiberartig flink, oft ist er kopfunter auf Zweigen oder Stammabschnitten zu sehen. Fluginsekten erbeutet er recht geschickt durch schnelle Ausfallflüge, gelegentlich verbringt er einige Zeit nur damit, von einer günstigen Warte aus schwärmende Insekten zu jagen. Ansonsten ist die Verweildauer in einem Astabschnitt meist nur kurz: häufige Ortswechsel im Kronenbereich sind für diese Art charakteristisch.
Vegetabile Nahrung wird direkt vom fruchttragenden Baum oder Strauch aufgenommen, indem zum Beispiel Äpfel oder Pflaumen, gelegentlich auch Oliven angepickt, oder Beeren vom Strauch gepflückt werden. Im Winter werden häufig Schilfgebiete aufgesucht und Schilfstängel aufgehackt, die verschiedenen Insekten als Überwinterungsquartier dienen; auch die trockenen Halme von Beifuß oder verschiedene Kardenarten öffnet der Kleinspecht auf der Suche nach überwinternden Insekten. Schmieden legt der Kleinspecht nicht an; zu bearbeitende Nahrungsobjekte werden in die nächstbeste Spalte geklemmt und dort aufgehackt.

## Verhalten
Wie alle Spechte ist auch der Kleinspecht tagaktiv; seine Aktivität beginnt kurz vor Sonnenaufgang und endet kurz nach Sonnenuntergang. Die Aktivitätsgipfel liegen in den frühen Vormittagsstunden und am späteren Nachmittag. Außerhalb der Brutzeit liegen dazwischen ausgedehnte Ruhe- und Putzphasen. Schlechtwetter verkürzt die Tagesaktivität, bei starkem Regen suchen Kleinspechte auch während der mittäglichen Ruhestunde eine Schlafhöhle auf. Die Nächte werden immer in selbstgezimmerten Schlafhöhlen verbracht, ganz selten sucht der Kleinspecht verlassene Höhlen anderer Spechte oder Nistkästen auf. Der morbide Zustand der Höhlenbäume zwingt die Art zu einem fortlaufenden Nachbau geeigneter Schlafhöhlen. 
 Während der Ruhezeiten reinigt und putzt der Kleinspecht sorgfältig sein Gefieder; mehrmals wurde Staubbaden beobachtet, gekäfigte Vögel baden auch intensiv im Wasser, wobei der Kopf ganz untergetaucht und anschließend unter Flügelschlagen der Körper benetzt wird.

### Territoriales und antagonistisches Verhalten
Männliche Kleinspechte sind, sofern sie nicht durch Witterungsbedingungen zum Verstreichen gezwungen sind, ganzjährig territorial. Weibchen sind tendenziell mobiler, verbleiben aber nach Möglichkeit ebenfalls im Brutrevier, in dem ein loser Kontakt zum letztjährigen Brutpartner erhalten bleiben kann; so können ehemalige Brutpartner Schlafhöhlen in unmittelbarer Nachbarschaft nutzen. Inwieweit Weibchen außerbrutzeitliche Reviere beanspruchen, ist nicht bekannt. Während der Brutzeit wird das Revier von beiden Partnern gegen Artgenossen energisch verteidigt. Selbst auf unvollständig abgespielte Klangattrappen reagieren Kleinspechte unmittelbar, meist mit Annäherung und akustischer Präsenz, zuweilen auch mit direktem Anflug. Dabei ist auffällig, dass Weibchen eher aggressiv auf eindringende Geschlechtsgenossinnen reagieren und sie auch direkt angreifen, während sich Männchen gegenüber revierfremden Männchen aggressiver verhalten. Neben dem direkten Anflug, der auch zu Körperkontakten führt, werden jedoch auch oft ritualisierte Verhaltensweisen, vor allem die Einfrier-Position gezeigt: dabei sitzen die Kontrahenten nahezu bewegungslos auf einem Ast einander gegenüber, sträuben die Kopffedern und spreizen Arm- und Handschwingen sowie die Steuerfedern. Insgesamt ist der Kleinspecht trotz seiner Kleinheit ein durchaus robuster und wehrhafter Vogel, der auch gegenüber größeren Spechten – vor allem gegenüber dem Buntspecht, der zu den wesentlichsten Feinden der Art zu zählen ist – seine Höhle zuweilen durchaus mit Erfolg zu verteidigen weiß. Kleinere Höhlenplatzkonkurrenten wie Halsbandschnäpper oder Kleiber vertreibt er meist erfolgreich.
Gegenüber seinem Hauptflugfeind, dem Sperber, versucht er meist in den dichten Kronenbereich zu fliehen, wohin ihm der Greifvogel nicht folgen kann.

### Brutbiologie

#### Balz und Paarbildung
Kleinspechte werden am Ende ihres ersten Lebensjahres geschlechtsreif. Sie führen eine Saisonehe, Wiederverpaarungen alter Brutpartner sind auf Grund der Standorttreue der Art jedoch häufig. Ein loser Partnerkontakt bleibt häufig auch während der Wintermonate bestehen. Sukzessive Polyandrie, bei der ein Weibchen seine Eier in die Höhlen von zwei Männchen legt, scheint nicht selten zu sein; gelegentlich dürfte aber auch Polygynie vorkommen. Auch kooperatives Brüten dürfte in seltenen Fällen stattfinden.
Wie bei den meisten Spechten sind sexuell motivierte Verhaltensweisen nicht klar von territorialen und antagonistischen zu trennen. Die Trommelaktivität und längere Rufreihen beginnen bei mildem Winterwetter bereits wieder im Dezember, werden in der Folge intensiver und erreichen im März und April ihren Höhepunkt. Schon im Spätwinter können Weibchen darauf mit Annäherung und Trommelantworten reagieren, worauf die Männchen eindrucksvolle, gleitend-schwebende Schauflüge zeigen, bei denen in der Gleitphase der Schwanz oft gestelzt ist. Oft führen diese Balzflüge zu einem Baum mit einer bereits vorhandenen oder begonnenen Bruthöhle. Diese wird vom Männchen mit geöffneten Schwingen und demonstrativem Klopfen angezeigt; das Weibchen kann mit hängenden, zitternden Flügeln folgen, gelegentlich hackt es auch symbolisch an der Bruthöhle. Damit ist die Anpaarung vollzogen und es kommt bald darauf, Ende März und im April, zu Kopulationen in der Nähe der Bruthöhle.

#### Niststandort und Höhlenbau

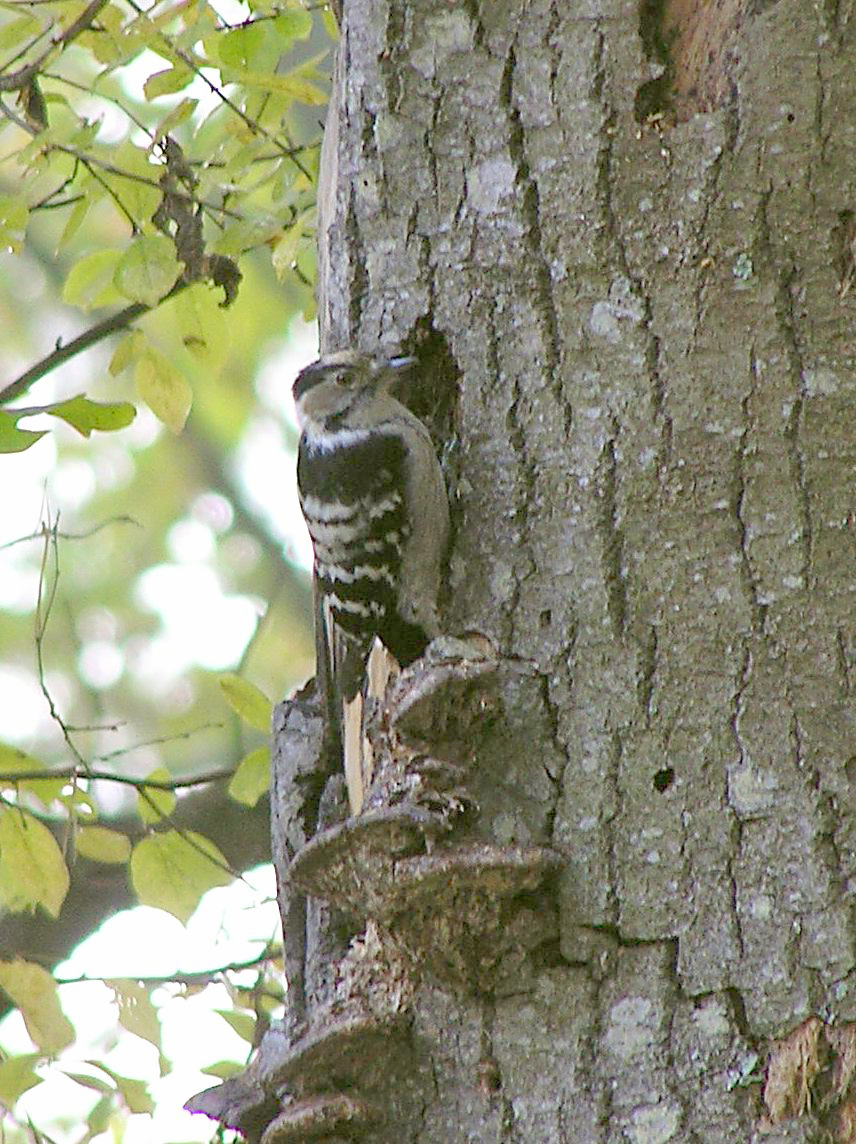
Kleinspecht, adultes Weibchen an Nisthöhle

Der Kleinspecht zimmert seine Höhlen fast ausschließlich in Bäume, die sich in einer fortgeschrittenen Zerfallsphase befinden, sehr häufig auch in abgestorbenen, oft recht dünnen Seitenästen. Bei einer Höhlenanlage in weitgehend horizontalen Ästen zeigt das Einflugloch immer nach unten. Als Nistbäume kommen eine Reihe von Baumarten in Frage, fast immer sind es Bäume mit weichen Hölzern, wie verschiedene Weidenarten, Pappeln, Erlen oder Birken. Häufig werden auch Obstbäume, insbesondere Apfelbäume genutzt, sofern der jeweilige Zerfallszustand einen Höhlenbau ermöglicht. Nisthöhlen in Nadelbäumen wurden sehr selten festgestellt.
Auf Grund der Hinfälligkeit der jeweiligen Nistbäume wird meist jedes Jahr eine neue Bruthöhle angelegt. Beide Partner arbeiten an ihrer Fertigstellung, das Männchen allerdings intensiver als das Weibchen. Im Durchschnitt beträgt die Dauer des Höhlenbaus zwei Wochen, wobei ein Volumen von fast einem Liter ausgemeißelt wird. Ersatzhöhlen können jedoch auch in weniger als einer Woche fertiggestellt werden. Kleinspechthöhlen können in sehr niedrig gelegenen Stammabschnitten von einem bis zwei Metern angelegt werden, befinden sich aber meist in größerer Höhe von 5–8, nicht selten auch in über 20 Metern Höhe. Die Höhle selbst ist bei einer Weite von durchschnittlich 10 Zentimetern 12–18 Zentimeter tief; das Einflugloch ist bei einem mittleren Durchmesser von 34 Millimetern weitgehend kreisrund.

#### Gelege und Brut

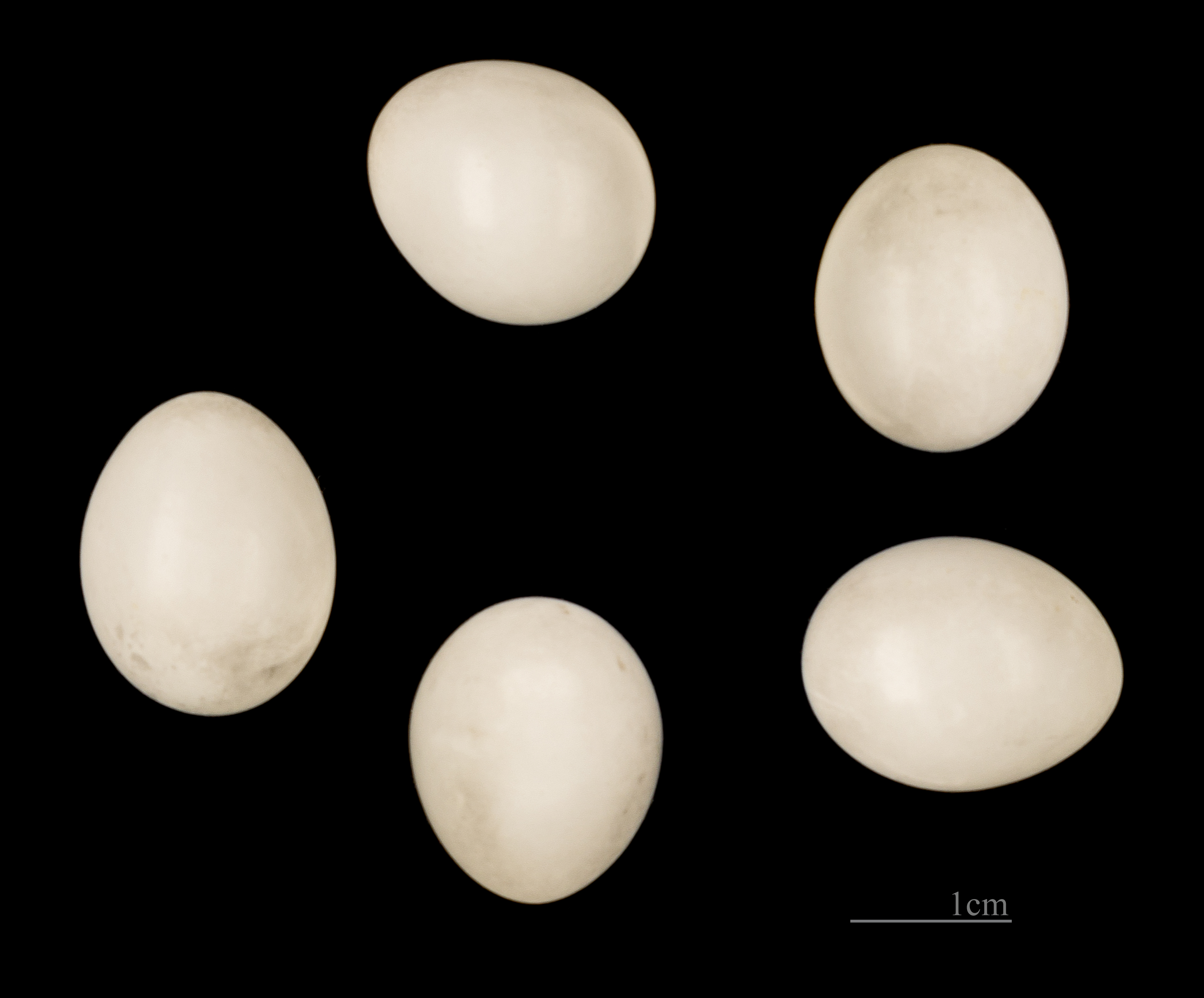
Dendrocopos minor

Die Eiablage beginnt im Mitteleuropa Mitte April, frische Vollgelege können hier bis Ende Mai gefunden werden. In Nordeuropa und Sibirien beginnt die Legeperiode frühestens Anfang Mai und reicht bis in den Juni, in den südlichen Brutgebieten liegt der Brutbeginn noch im März. Kleinspechte brüten nur einmal im Jahr, nur bei frühem Gelegeverlust kommt es zu einem meist kleineren Nachgelege. Ein Vollgelege besteht aus 4–6, in Ausnahmefällen aus bis zu 9 reinweißen, anfangs durch den durchscheinenden Dotter rosa behauchten, kurzovalen Eiern mit einer durchschnittlichen Größe von 19 × 14,5 Millimetern. Die im Tagesabstand gelegten Eier werden ab dem vorletzten von beiden Partnern fest bebrütet, wobei wie bei fast allen Spechten das Männchen während der Nachtstunden auf dem Gelege sitzt. Nach durchschnittlich 11 Tagen schlüpfen die Jungen; sie werden von beiden Eltern gehudert und gefüttert. Die Nestlingszeit beträgt ungefähr 20 Tage, ab dem 14.–15. Tag erscheinen die Nestlinge zur Futterübergabe am Einflugloch. In dieser Zeit bis zum Ausfliegen sind die Jungvögel akustisch sehr auffällig. Gegen Ende der Nestlingszeit reduzieren die Eltern die Fütterungen merklich, landen oft mit Futter im Schnabel in der Nähe der Nisthöhle und ermutigen so die Nestlinge zum Ausfliegen. Nach dem Ausfliegen werden die Jungvögel noch etwa zwei Wochen von den Eltern, manchmal in zwei Gruppen aufgeteilt, betreut. Danach zerstreut sich der Familienverband; die Jungvögel dismigrieren meist nur über kurze Distanzen.

## Bestand und Gefährdung
Die Bestandssituation des Kleinspechtes ist sehr schwer einzuschätzen. Er ist auf Grund seiner geringen Größe und seiner Lebensweise in den Baumkronen nicht leicht festzustellen, zusätzlich kann die Trommel- und Rufaktivität individuell sehr verschieden sein, sodass vor allem Einzelbrüter auch akustisch wenig auffallen. So fehlt über weite Gebiete seriöses Zahlenmaterial, das eine genaue Bestandseinschätzung ermöglichen würde. Das gilt vor allem für die außereuropäischen Brutgebiete. Die IUCN sieht zwar Hinweise für einen leichten Bestandsrückgang, stuft die Art jedoch noch als  (=least concern – nicht gefährdet) ein. Auch Birdlife Europe sieht keinen Anlass zur Sorge und bewertet den Bestand in Europa mit gesichert (secure). Die Rote Liste der Brutvögel Deutschlands stuft die Art als „gefährdet“ (Stufe 3) ein.
Regional sind die Bestandstrends unterschiedlich. In Südosteuropa scheinen die meisten Kleinspechtpopulationen zu schrumpfen; die Gründe dafür liegen wohl in großflächiger Lebensraumveränderung, insbesondere in der Trockenlegung von Feuchtgebieten und der Rodung alter Streuobstwiesen. Zusätzlich kommt die Bevorzugung der Fichte in Aufforstungen zwar dem Buntspecht zugute, nicht aber dem Kleinspecht. Auch im zentralen Mitteleuropa gehen die Bestände zurück; hier wird unter anderem auch die Konkurrenz zum sich regional stark ausbreitenden Buntspecht als Grund genannt, der wohl der wesentlichste Nestprädator des Kleinspechtes ist. Diesen negativen Entwicklungen stehen Bestandszunahmen in den Niederlanden und in Dänemark gegenüber, wo der Kleinspecht erst seit 1960 beziehungsweise seit 1964 Brutvogel ist. Auch in Schleswig-Holstein, in Mecklenburg-Vorpommern und in Brandenburg nehmen die Bestände zu. Kurzfristig waren auch durch das großflächige Ulmensterben Bestandszunahmen dieser Spechtart zu verzeichnen.
Weltweite Bestandseinschätzungen existieren nicht. In Europa wird der Brutbestand auf etwa 220.000 Paare geschätzt. Die bedeutendsten Vorkommen liegen in Deutschland (16.000–32.000 Paare), Polen (20.000–40.000), Belarus (12.000–20.000) und Ungarn (20.000–30.000). In Österreich und der Schweiz liegt der Brutbestand bei ungefähr je 3.000 Paaren.